# Calau
Calau, in lusaziano Kalawa, è una città del Brandeburgo, in Germania. Appartiene al circondario dell'Oberspreewald-Lusazia.

## Storia
Il 31 dicembre 2001 vennero aggregati alla città di Calau i comuni di Buckow, Craupe, Gollmitz, Groß Jehser e Zinnitz.
Nel 2003 vennero aggregati alla città di Calau i comuni di Bolschwitz, Groß-Mehßow, Kemmen, Mlode, Saßleben e Werchow.

## Società

### Evoluzione demografica
- Sviluppo della popolazione dal 1875 entro gli attuali confini (Linea Blu: Popolazione; Linea puntata: Confronto dello sviluppo della popolazione dello stato del Brandenburgo; Sfondo grigio: Ai tempi del governo nazista; Sfondo rosso: Al tempo del governo comunista)
- Sviluppo recente della popolazione (Linea blu) e previsioni

| Anno | Abitanti |
| ---- | -------- |
| 1875 | 7 359    |
| 1890 | 7 266    |
| 1910 | 7 536    |
| 1925 | 7 942    |
| 1939 | 8 303    |
| 1946 | 11 148   |
| 1950 | 11 045   |
| 1964 | 11 155   |

| Anno | Abitanti |
| ---- | -------- |
| 1971 | 11 378   |
| 1981 | 10 496   |
| 1985 | 10 638   |
| 1990 | 10 710   |
| 1995 | 10 317   |
| 2000 | 9 809    |
| 2005 | 9 222    |
| 2010 | 8 522    |

| Anno | Abitanti |
| ---- | -------- |
| 2015 | 7 833    |
| 2016 | 7 836    |
| 2017 | 7 789    |
| 2018 | 7 769    |
| 2019 | 7 720    |
| 2020 | 7 734    |

Fonti dei dati sono nel dettaglio nelle Wikimedia Commons..

## Geografia antropica

### Suddivisioni amministrative
Calau si divide in 12 zone (Ortsteil), corrispondente all'area urbana e a 11 frazioni:
- Calau (area urbana)
- Bolschwitz
- Buckow
- Craupe, con le località:
  - Radensdorf
  - Schrakau
- Gollmitz, con la località:
  - Settinchen
- Groß Jehser, con la località:
  - Mallenchen
- Groß Mehßow, con la località:
  - Klein Mehßow
- Kemmen, con le località:
  - Säritz
  - Schadewitz
- Mlode, con la località:
  - Rochusthal
- Saßleben, con le località:
  - Kalkwitz
  - Reuden
- Werchow, con le località:
  - Cabel
  - Plieskendorf
- Zinnitz, con la località:
  - Bathow

## Amministrazione

### Gemellaggi
Calau è gemellata con:
- Viersen